# 樓光
樓光（？—？），北宋政治人物。樓郁次子，樓常之弟，樓肖之兄，鄞县人。
宋神宗熙寧九年（1076年）進士。“才氣俊偉不群”，神宗元豐年間，任婺州浦江尉，歷任無為軍判官、知畿縣。官至承議郎。後為權貴所迫，遂罷歸。子嗣不詳。